# Café du Tambourin

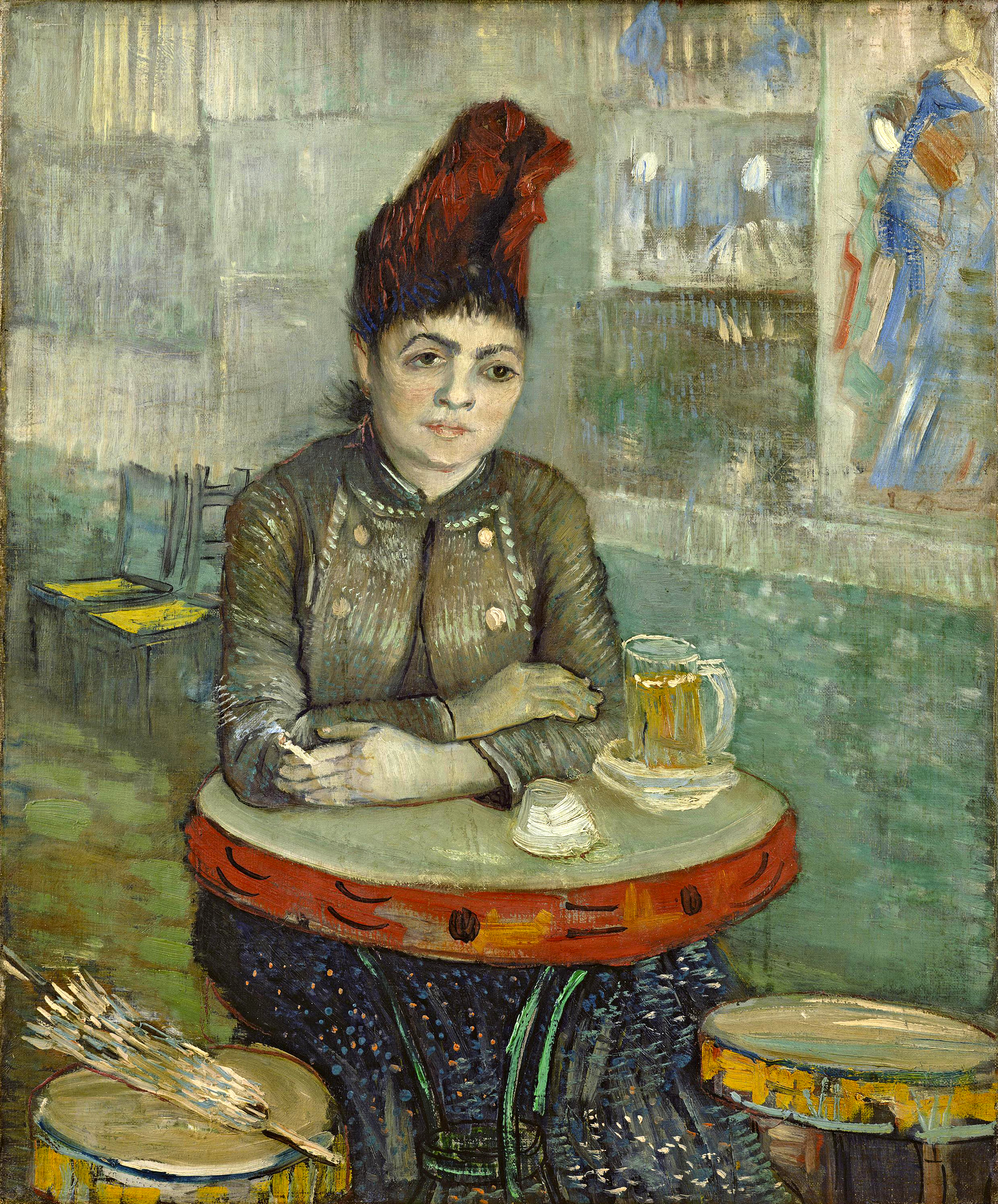
Vincent van Gogh, Agostina Segatori nel Café du Tambourin, 1887-1888, Van Gogh Museum

Il Café Tamburin fu aperto inizialmente al 27 di rue de Richelieu a Parigi. Nel marzo 1885 fu trasferito al 62 Boulevard de Clichy. Era proprietaria Agostina Segatori, celebre modella che posò per famosi pittori, tra cui Degas.
Per la nuova sede Jules Chéret fece un poster. Il caffè era decorato con lavori che il pittore Édouard Joseph Dantan aveva offerto alla Segatori. Il pittore Vincent van Gogh aveva un accordo con la Segatori con, cui in cambio di pitture poteva mangiare gratuitamente. Il café era frequentato dagli amici di Dantan e di Van Gogh. Nel 1887, Toulose-Lautrec vi dipinse il suo ritratto di Van Gogh.

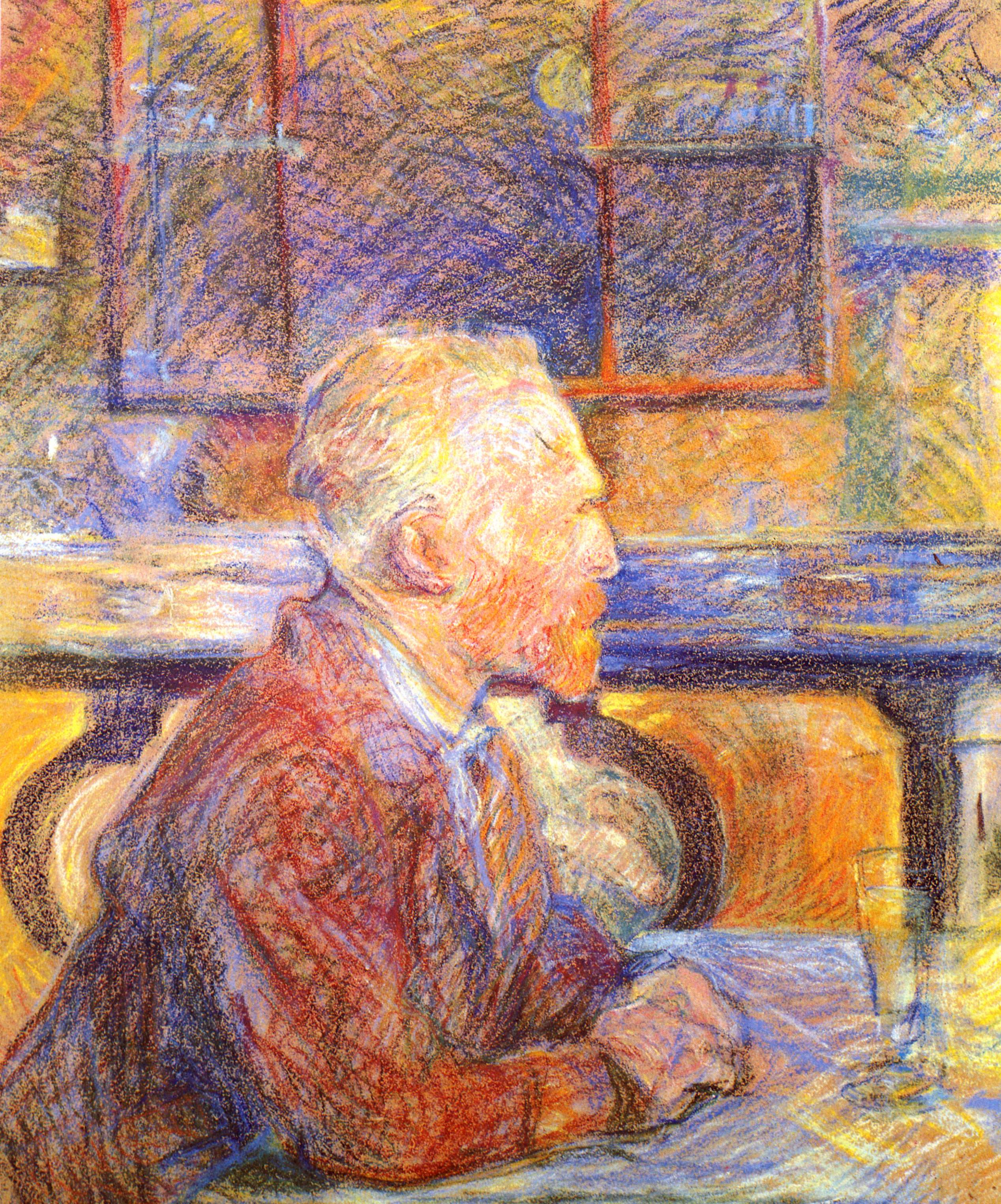
Henri Toulouse-Lautrec (1864-1901), Ritratto di Vincent van Gogh, 1887

Il locale era frequentato da scrittori e critici d'arte. Al Café du Tambourin, Van Gogh fece la sua prima esposizione a Parigi e furono esposte le opere che aveva scambiato con la Segatori. Nel marzo 1887 la Segatori e Van Gogh presentarono una collezione di stampe giapponesi acquistate dall'artista. Nel luglio 1887, Van Gogh organizzò un'esposizione con i suoi amici Paul Gauguin, Louis Anquetin e Émile Bernard. Anquetin e Bernard riuscirono a vendere i loro lavori per la prima volta.
Poco tempo dopo il Café du Tambourin fallì e cambiò nome, diventando il Cabaret de la Butte. Nel 1893 divenne il Cabaret des Quat'z'Arts.